# Ida van Waldeck-Pyrmont

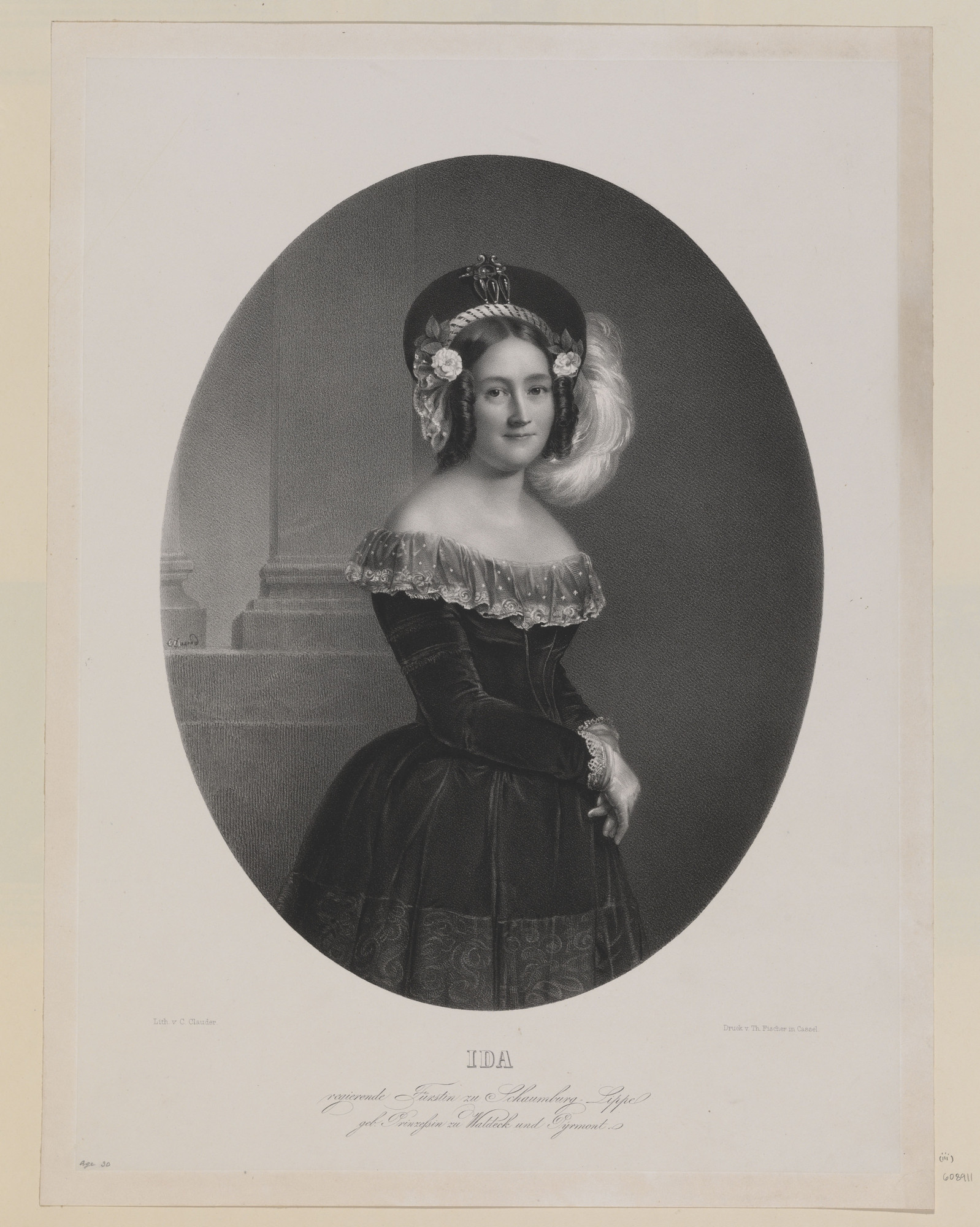
Ida van Waldeck-Pyrmont

Ida Caroline van Waldeck-Pyrmont (Rhoden (am Fallstein), 26 september 1796 — Menton, 12 april 1869) was een prinses van Waldeck-Pyrmont.
Zij was het tweede kind en de oudste dochter van George I van Waldeck-Pyrmont en Augusta van Schwarzburg-Ebeleben (1767–1849) en zodanig een oudtante van de Nederlandse koningin Emma.
Zelf trad ze in het huwelijk met George Willem van Schaumburg-Lippe, de zoon van graaf Filips II Ernst en diens tweede echtgenote Juliana van Hessen-Philiptsthal.
Het paar kreeg de volgende kinderen:
- Adolf George (1817–1893), huwde in 1844 met prinses Hermine van Waldeck-Pyrmont (1827–1910)
- Mathilde Auguste (1818–1891) huwde in 1843 met hertog Eugenius Willem van Württemberg (1820–1875)
- Adelheid Christine (1821–1899), van 1841–1848 gehuwd met hertog Frederik II van Sleeswijk-Holstein-Sonderburg-Glücksburg (1814–1885)
- Ernst August (1822–1831)
- Ida Marie Auguste (1824–1894)
- Emma Auguste (1827–1828)
- Willem Karel August (1834–1906), in 1862 gehuwd met prinses Bathildis Amalgunde van Anhalt-Dessau (1837–1902)
- Hermann Otto (31 oktober 1839 – 23 december 1839)
- Elisabeth Wilhelmina (1841–1926), van 1866–1868 gehuwd met Vorst Willem van Hanau-Hořowitz (1836–1902)